# Eberhard I von Waldburg-Wurzach
Eberhard I Albert Ernst Wunibald Maria di Waldburg-Wurzach (Bad Wurzach, 20 dicembre 1730 – Bad Wurzach, 23 settembre 1807) fu conte poi principe regnante di Waldburg-Wurzach dal 1781 al 1807, mantenendo poi tale titolo come onorifico.

## Biografia
Eberhard I era il figlio primogenito del conte Franz Ernst Joseph Anton von Waldburg-Wurzach (1704-1781) e della contessa Marie Eleonore von Königsegg-Rothenfels (1711-1766), figlia del conte Albrecht Eusebius Franz von Königsegg-Rothenfels (1669-1763) e di sua moglie Clara Philippina Felicitas von Manderscheid und Blankenheim (1667-1751). Suo bisnonno materno era Leopold Wilhelm von Königsegg-Rothenfels, vicecancelliere del Sacro Romano Impero.
Temendo la mediatizzazione, raccolse il denaro sufficiente, insieme ai  cugini degli altri rami della casata di Waldburg, per ottenere nel 1803 l'elevazione del proprio titolo al rango principesco. Questo però non impedì la dissoluzione del Sacro Romano Impero e la perdita di tutti i poteri temporali dei suoi principi sovrani. Eberhard riuscì soltanto, come molti altri, a mantenere il titolo onorifico di principe per sé e per i propri discendenti, e anche il trattamento di altezza.
Il suo primogenito, il conte Leopold (1769-1800), venne accidentalmente ucciso con diversi colpi di sciabola nel cortile del castello di Wurzach, occupato temporaneamente dagli ussari austro-ungarici del reggimento Vécsey, poiché lo avevano scambiato per un ufficiale francese nemico. Principe ereditario divenne quindi il figlio di quest'ultimo, Leopold (1795–1861) che succedette quindi al nonno nel 1807, ancora minorenne.
Eberhard morì a Bad Wurzach nel 1807.

## Matrimonio e figli
Il conte Eberhard I sposò il 6 maggio 1767 la contessa Maria Katharina Fugger von Kirchberg-Weissenhorn-Glött (6 giugno 1744 - 4 aprile 1796), figlia del conte Sebastian Franz Xaver Joseph Fugger von Kirchberg-Weissenhorn-Glött (26 gennaio 1715 - 1 settembre 1763) e di sua moglie, la contessa Maria Anna Elisabeth Gabriele von Firmian (1722-1782). La coppia ebbe dodici figli:
- Elizabeth (1768-?)
- Leopold (1769-1800), sposò nel 1793 la principessa Maria Walpurga Franziska Fugger von Babenhausen (1771-1841); fu padre del principe Leopold von Waldburg-Wurzach
- Theresia Josepha (1770-?), badessa del monastero di Vreden
- Karl (1772–1840)
- Joseph (1773-?)
- Maria Antonia (1774-1814), sposò nel 1793 il principe Anselm Maria Fugger von Babenhausen (m. 22 novembre 1821)
- Friedrich (1775–1776)
- Maximiliana Johanna (1776–1836), sposò il 27 ottobre 1794 il conte Franz Joseph Schenk von Castel (m. Oberdischingen, 24 aprile 1845), separata nel 1813; in seconde nozze sposò  il barone Wilhelm Heinrich von Schütz-Pflummern (m. 23 agosto 1819)
- Eberhard (1778–1814), sposò il 25 febbraio 1811 la principessa Massimiliana Antoinetta di Hohenzollern-Hechingen (30 novembre 1787-1 aprile 1865)
- Maria Kunegunde (1781–1842), monaca al monastero di Buchau
- Maria Johanna (1782–1818)
- Maria Walpurga (1785-1806)

## Ascendenza
|                                                                 |                                          |                                                     | Genitori                                         |  |  | Nonni |  |  | Bisnonni                        |  |  | Trisnonni                        |  |
|                                                                 |                                          |                                                     |                                                  |  |  |       |  |  | Sebastian Wunibald von Waldburg |  |  | Johann Jakob I von Waldburg-Zeil |  |
|                                                                 |                                          |                                                     |                                                  |  |  |       |  |  | Sebastian Wunibald von Waldburg |  |  | Johann Jakob I von Waldburg-Zeil |  |
|                                                                 |                                          | Johanna von Wolkenstein                             |                                                  |  |  |       |  |  | Sebastian Wunibald von Waldburg |  |  |                                  |  |
| Ernst Jakob von Waldburg-Wurzach                                |                                          |                                                     |                                                  |  |  |       |  |  | Sebastian Wunibald von Waldburg |  |  |                                  |  |
|                                                                 |                                          | Maria Katharina Maximiliana von Salm-Reifferscheidt | Erich Adolf zu Salm-Reifferscheidt               |  |  |       |  |  |                                 |  |  |                                  |  |
|                                                                 |                                          | Maria Katharina Maximiliana von Salm-Reifferscheidt | Erich Adolf zu Salm-Reifferscheidt               |  |  |       |  |  |                                 |  |  |                                  |  |
|                                                                 |                                          | Maria Katharina Maximiliana von Salm-Reifferscheidt | Maddalena d'Assia-Kassel                         |  |  |       |  |  |                                 |  |  |                                  |  |
| Franz Ernst von Waldburg-Wurzach                                |                                          | Maria Katharina Maximiliana von Salm-Reifferscheidt |                                                  |  |  |       |  |  |                                 |  |  |                                  |  |
|                                                                 |                                          | Maximilian Franz Eusebius von Waldburg-Wolfegg      | Maximilian Willibald von Waldburg-Wolfegg        |  |  |       |  |  |                                 |  |  |                                  |  |
|                                                                 |                                          | Maximilian Franz Eusebius von Waldburg-Wolfegg      | Maximilian Willibald von Waldburg-Wolfegg        |  |  |       |  |  |                                 |  |  |                                  |  |
|                                                                 |                                          | Maximilian Franz Eusebius von Waldburg-Wolfegg      | Maddalena Giuliana di Hohenlohe                  |  |  |       |  |  |                                 |  |  |                                  |  |
| Anna Ludovika von Waldburg-Wolfegg                              |                                          | Maximilian Franz Eusebius von Waldburg-Wolfegg      |                                                  |  |  |       |  |  |                                 |  |  |                                  |  |
|                                                                 |                                          | Maria Ernestina von Salm-Reifferscheidt             | Ernst Salentin zu Salm-Reifferscheidt-Dyck       |  |  |       |  |  |                                 |  |  |                                  |  |
|                                                                 |                                          | Maria Ernestina von Salm-Reifferscheidt             | Ernst Salentin zu Salm-Reifferscheidt-Dyck       |  |  |       |  |  |                                 |  |  |                                  |  |
|                                                                 |                                          | Maria Ernestina von Salm-Reifferscheidt             | Klara Magdalena von Manderscheid                 |  |  |       |  |  |                                 |  |  |                                  |  |
| Eberhard I von Waldburg-Wurzach, I principe di Waldburg-Wurzach |                                          | Maria Ernestina von Salm-Reifferscheidt             |                                                  |  |  |       |  |  |                                 |  |  |                                  |  |
|                                                                 | Leopold Wilhelm von Königsegg-Rothenfels | Hugo von Königsegg und Rothenfels                   |                                                  |  |  |       |  |  |                                 |  |  |                                  |  |
|                                                                 | Leopold Wilhelm von Königsegg-Rothenfels | Hugo von Königsegg und Rothenfels                   |                                                  |  |  |       |  |  |                                 |  |  |                                  |  |
|                                                                 | Leopold Wilhelm von Königsegg-Rothenfels | Maria Renata di Hohenzollern-Hechingen              |                                                  |  |  |       |  |  |                                 |  |  |                                  |  |
| Albrecht Eusebius von Königsegg-Rothenfels                      | Leopold Wilhelm von Königsegg-Rothenfels |                                                     |                                                  |  |  |       |  |  |                                 |  |  |                                  |  |
|                                                                 |                                          | Maria Polyxena von Schärffenberg                    | Johann Wilhelm von Scharffenberg                 |  |  |       |  |  |                                 |  |  |                                  |  |
|                                                                 |                                          | Maria Polyxena von Schärffenberg                    | Johann Wilhelm von Scharffenberg                 |  |  |       |  |  |                                 |  |  |                                  |  |
|                                                                 |                                          | Maria Polyxena von Schärffenberg                    | Maria Maximiliana von Harrach                    |  |  |       |  |  |                                 |  |  |                                  |  |
| Maria Eleonora von Königsegg-Rothenfels                         |                                          | Maria Polyxena von Schärffenberg                    |                                                  |  |  |       |  |  |                                 |  |  |                                  |  |
|                                                                 |                                          | Salentin Ernst von Manderscheid-Blankenheim         | Johann Arnold von Manderscheid Blankenheim       |  |  |       |  |  |                                 |  |  |                                  |  |
|                                                                 |                                          | Salentin Ernst von Manderscheid-Blankenheim         | Johann Arnold von Manderscheid Blankenheim       |  |  |       |  |  |                                 |  |  |                                  |  |
|                                                                 |                                          | Salentin Ernst von Manderscheid-Blankenheim         | Antonia Elisabeth von Manderscheid-Gerolstein    |  |  |       |  |  |                                 |  |  |                                  |  |
| Klara Philippina von Manderscheid-Blankenheim                   |                                          | Salentin Ernst von Manderscheid-Blankenheim         |                                                  |  |  |       |  |  |                                 |  |  |                                  |  |
|                                                                 |                                          | Juliane Christina von Erbach-Schönburg              | Georg Albrecht von Erbach-Schönburg              |  |  |       |  |  |                                 |  |  |                                  |  |
|                                                                 |                                          | Juliane Christina von Erbach-Schönburg              | Georg Albrecht von Erbach-Schönburg              |  |  |       |  |  |                                 |  |  |                                  |  |
|                                                                 |                                          | Juliane Christina von Erbach-Schönburg              | Elizabeth Dorothea von Höhenlohe-Schillingsfürst |  |  |       |  |  |                                 |  |  |                                  |  |
|                                                                 |                                          | Juliane Christina von Erbach-Schönburg              |                                                  |  |  |       |  |  |                                 |  |  |                                  |  |